# Giờ ánh sáng
Giờ ánh sáng (tiếng Anh: light hour) là đơn vị dùng trong thiên văn học và cách ngành liên quan, diễn tả khoảng cách không gian mà quang tử di chuyển được trong một giờ trong chân không, mỗi giờ 3.600 giây, như vậy một giờ ánh sáng ứng với chiều dài 1.079.252.848.800 m.
Ví dụ: bán trục lớn của quỹ đạo Diêm Vương Tinh có chiều dài 5,476 giờ ánh sáng.